# Euthria aracanensis
Euthria aracanensis is een slakkensoort uit de familie van de Buccinidae. De wetenschappelijke naam van de soort is voor het eerst geldig gepubliceerd in 1873 door Angas.